# Embaré S.A.
A Embaré Indústrias Alimentícias S.A é uma empresa de laticínios brasileira. Produz leite UHT, leite em pó, requeijão, creme de leite e manteiga, sob a marca Camponesa, e os famosos caramelos de leite Embaré, segmento em que é líder nacional. 

## Mudança societária
Em 2021 as operações da empresa passaram por um processo de fusão com as atividades da empresa cearense Betânia Lácteos S.A. O grupo ocupa a posição de quarta maior empresa do Brasil, passou a ter 9 fábricas, 13 centros de distribuição, 9 laboratórios próprios, 3 filiais, 4 brokers, 1 armazém geral e 2 cross dock. Com 220 produtos a empresa tem presença para todo território brasileiro em 100 mil pontos de venda, alcançando outros 45 países.

## Cronologia
- 1935 - fundação em Taubaté da "Inglez de Souza Filho & Cia Ltda", fabricante de doce de leite, geléias, doce de frutas e sopas de legumes.[5][6]
- 1940 - mudança de sócios com capital social inalterado, dividido em partes iguais.[7]
- 1941 - 1943 - aumento do capital em 1941[8] e novo aumento em 1943 desta vez com mudança do nome para Produtos Alimentícios Embaré Ltda..[9]
- 1948 - fundação em Lagoa da Prata, MG dos "Laticínios Lagoa da Prata", fabricante de manteiga.
- 1955 - a Embaré S.A. encerra a fabricaçao de sopas de legumes e doces de frutas e inicia a fabricação dos caramelos de leite.
- 1958 - a "Laticínios Lagoa da Prata" começa a produção de leite em pó.
- 1963 - a "Produtos Alimentícios Embaré S.A." é comprada pelo "Laticínios Lagoa da Prata".[10]
- 1969 - fusão da "Produtos Alimentícios Embaré S.A." e "Laticínios Lagoa da Prata" criando a "Embaré Industrias Alimenticias S.A.".[11]
- 1975 - a Embaré S.A. inicia exportações.
- 1980 - a Kraft Foods compra 40% do capital da Embaré S.A.
- 1982 - a Kraft Foods aumenta a sua participação a 60% do capital da Embaré S.A. via um aumento de capital.
- 1985 - a Kraft Foods vende a totalidade de sua participação no capital da Embaré S.A.
- 1998 - a administração central é transferida da cidade do Rio de Janeiro para Belo Horizonte.
- 2000 - a Embaré S.A. torna-se a nona maior produtora de laticínios do Brasil.
- 2002 - constituição em Lagoa da Prata da Fundação Embaré, entidade sem fins lucrativos.